# Waite Hill
Waite Hill es una villa ubicada en el condado de Lake en el estado estadounidense de Ohio. En el Censo de 2010 tenía una población de 471 habitantes y una densidad poblacional de 42,81 personas por km².

## Geografía
Waite Hill se encuentra ubicada en las coordenadas 41°36′31″N 81°23′20″O / 41.60861, -81.38889. Según la Oficina del Censo de los Estados Unidos, Waite Hill tiene una superficie total de 11 km², de la cual 10.83 km² corresponden a tierra firme y (1.55%) 0.17 km² es agua.

## Demografía
Según el censo de 2010, había 471 personas residiendo en Waite Hill. La densidad de población era de 42,81 hab./km². De los 471 habitantes, Waite Hill estaba compuesto por el 96.82% blancos, el 0.42% eran afroamericanos, el 0% eran amerindios, el 1.27% eran asiáticos, el 0% eran isleños del Pacífico, el 1.06% eran de otras razas y el 0.42% pertenecían a dos o más razas. Del total de la población el 0.21% eran hispanos o latinos de cualquier raza.